# Ясениця-Дольна
Ясениця-Дольна (пол. Jasienica Dolna, нім. Klein Ausker) — село в Польщі, у гміні Ламбіновиці Ниського повіту Опольського воєводства.
Населення — 856 осіб (2011).

## Демографія
Демографічна структура станом на 31 березня 2011 року:
|          | Загалом | Допрацездатний вік | Працездатний вік | Постпрацездатний вік |
| -------- | ------- | ------------------ | ---------------- | -------------------- |
| Чоловіки | 431     | 77                 | 322              | 32                   |
| Жінки    | 425     | 69                 | 265              | 91                   |
| Разом    | 856     | 146                | 587              | 123                  |